# گیژه استروبور
گیژه استروبور (انگلیسی: Gijze Stroboer؛ زادهٔ ۲۴ مهٔ ۱۹۵۴) بازیکن واترپلو اهل پادشاهی هلند است.